# Waterpachthoeve

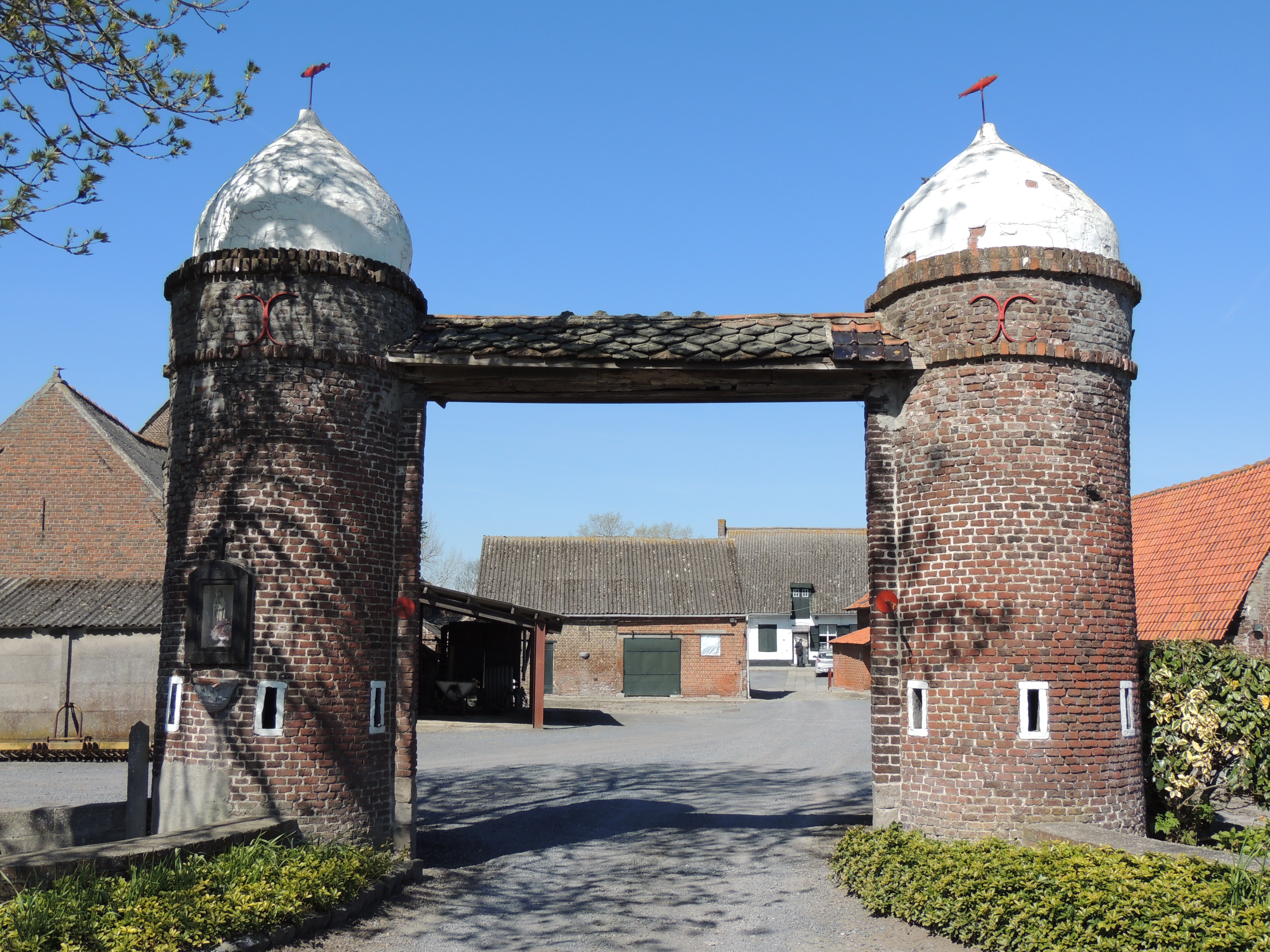
Waterpachtgoed

De Waterpachthoeve is een historische boerderij in de tot de West-Vlaamse gemeente Ledegem behorende plaats Rollegem-Kapelle, gelegen aan Waterpachtgoedstraat 10.

## Geschiedenis
De kern van de hoeve gaat terug tot 1672. Het betrof een goed met omgrachte boerenwoning en omgracht neerhof. Vanaf 1890 werd de gracht rondom het neerhof gedempt, en de ophaalbrug werd gesloopt. In 1954 werd ook het grootste deel van de gracht om het boerenhuis gedempt. Enkel het oostelijke deel van de gracht is nog intact.

## Gebouwen
Rondom het erf liggen een aantal losstaande gebouwen. Merkwaardig is de ingang die geflankeerd wordt door twee ronde bakstenen torens met een uivormige bekroning, en voorzien van schietgaten. Het boerenhuis werd in latere jaren uitgebreid. In het westen is er een schuur en een wagenhuis. De oostelijk gelegen stallen zijn later bijgebouwd.